# Adopogon
Adopogon es un género de plantas fanerógamas que pertenecen a la familia Asteraceae.  Comprende 14 especies descritas y de estas, solo 2 pendientes de ser aceptadas.

## Taxonomía
El género fue descrito por  Neck. ex Kuntze y publicado en Revisio Generum Plantarum 1: 304. 1891.

## Especies
- Adopogon carolinianum (Walter) Britton
- Adopogon virginicum Shafer